# Carl Westergren
Carl Oscar Westergren (13. října 1895 Malmö – 5. srpna 1958 tamtéž) byl švédský zápasník.
Startoval na čtyřech olympijských hrách, z toho jedenkrát v obou stylech. Při svém prvním startu v roce 1920 na hrách v Antverpách vybojoval zlato v řecko-římském stylu ve střední váze. Zlato vybojoval také o čtyři roky později na hrách v Paříži, opět v řecko-římském stylu, tentokrát v lehké těžké váze. V tomto roce nastoupil také v turnaji ve volném stylu, kde obsadil dělené šesté místo. V roce 1928 na hrách v Amsterdamu obhajoval titul z Paříže, ale překvapivě hned v prvním kole byl nad jeho síly byl Fin Pellinen a Westergren z turnaje odstoupil. V roce 1932 na hrách v Los Angeles vybojoval zlato v řecko-římském stylu v těžké váze.
V roce 1922 vybojoval titul světového šampiona ve střední váze. V roce 1925 vybojoval titul mistra Evropy ve střední váze, v roce 1930 v lehké těžké váze a v roce 1931 v těžké váze.
Živil se jako řidič autobusu.